# Piptochaetium seleri
Piptochaetium seleri là một loài thực vật có hoa trong họ Hòa thảo. Loài này được (Pilg.) Henrard miêu tả khoa học đầu tiên năm 1940.